# Compsopogonales
Ordre
Familles de rang inférieur
- Boldiaceae
- Compsopogonaceae

L’ordre des Compsopogonales est un ordre d’algues rouges de la classe des Compsopogonophyceae. 

## Liste des familles
Selon AlgaeBase (7 août 2013), ITIS (7 août 2013), NCBI (7 août 2013) et World Register of Marine Species (7 août 2013) :
- famille des Boldiaceae Herndon, 1964
- famille des Compsopogonaceae F.Schmitz, 1896